# Saša-Lela Barišić-Jaman
Saša-Lela Barišić-Jaman (* 10. November 1982 in Brezice, SFR Jugoslawien) ist ein ehemaliger slowenischer Handballspieler.

## Karriere
Der gebürtige Jugoslawe konnte 2008, mit dem RK Našice, das erste Mal internationale Erfahrung im EHF-Pokal sammeln. Bis zu seinem Wechsel zum HC Linz AG 2012 nahm er noch dreimal am EHF Cup teil. Nach nur einem Jahr bei den Linzern wechselte Barišić-Jaman innerhalb der Handball Liga Austria zu Union Leoben. Seit seinem Wechsel nach Österreich ist er einer der stärksten Torschützen der ersten Liga. 2012/13 warf er die zweitmeisten Tore im Grunddurchgang und die meisten über die ganze Spielzeit gesehen. Im Grunddurchgang der Saison 2014/15 erzielte Barišić-Jaman 117 Toren und wurde dadurch ex aequo mit Damir Djukic Torschützenkönig. Im Jänner 2015 wechselte der Slowene, trotz laufenden Vertrags, zurück zu RK NEXE Našice. Im Jahr 2022 beendete er seine Karriere.

## HLA-Bilanz
| Saison    | Verein       | Spielklasse | Tore | 7-Meter        | Feldtore |
| --------- | ------------ | ----------- | ---- | -------------- | -------- |
| 2012/13   | HC Linz AG   | HLA         | 225  | 68/86          | 157      |
| 2013/14   | Union Leoben | HLA         | 161  | 42/56          | 119      |
| 2014/15   | Union Leoben | HLA         | 117  | 37/47          | 80       |
| 2012–2015 | gesamt       | HLA         | 503  | 147/189 (77 %) | 356      |